# Casalabriva
Casalabriva (in corso Casalabriva) è un comune francese di 183 abitanti situato nel dipartimento della Corsica del Sud nella regione della Corsica.

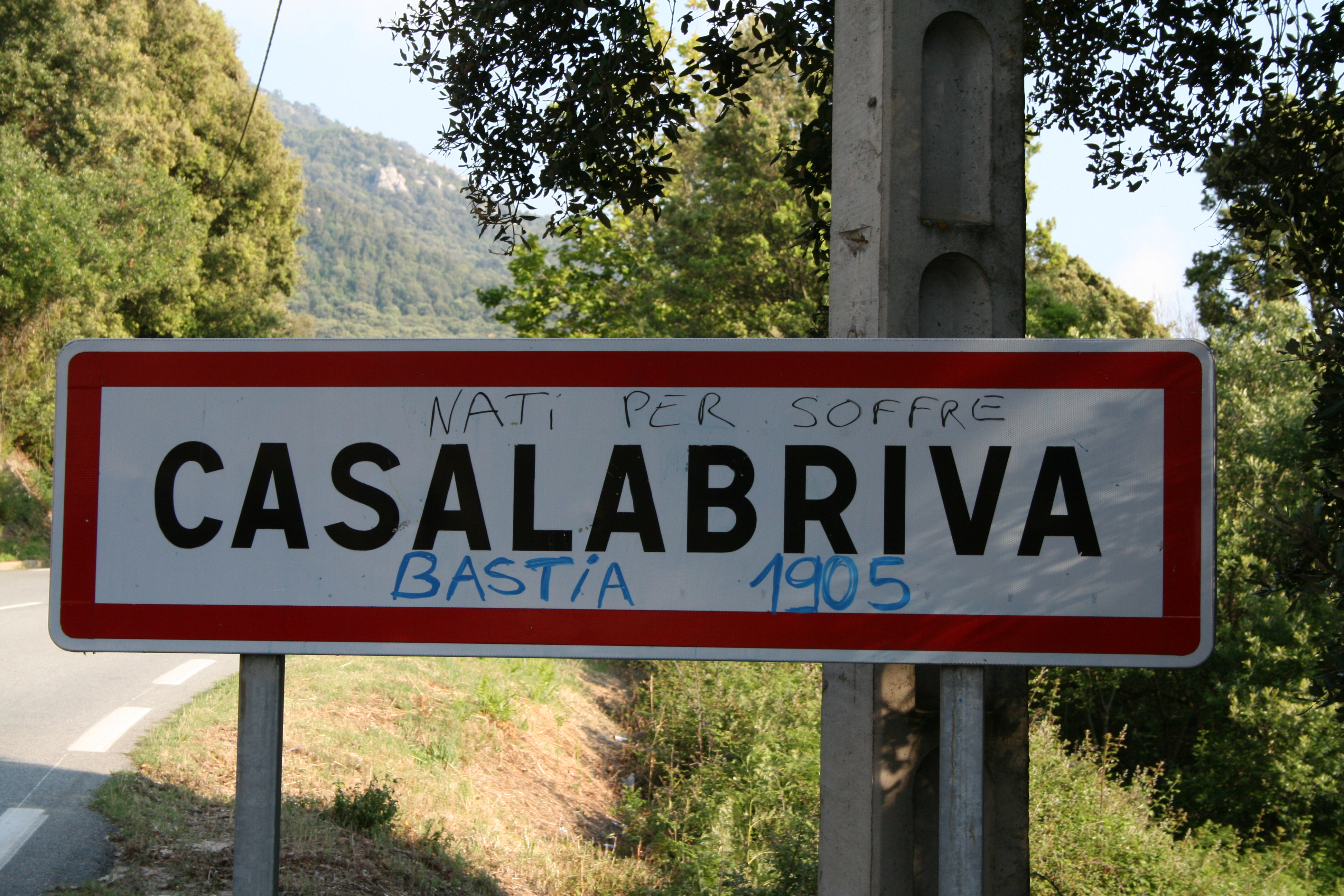

## Società

### Evoluzione demografica
Abitanti censiti